# Herb gminy Łopiennik Górny
Herb gminy Łopiennik Górny – jeden z symboli gminy Łopiennik Górny, ustanowiony 10 sierpnia 1997.

## Wygląd i symbolika
Herb przedstawia na tarczy dzielonej w słup w polu pierwszym i czwartym jednakowe wizerunki liścia łopianu na białym/srebrnym tle, w polu drugim wizerunek głowy białego/srebrnego jelenia ze złotą koroną na karku na czerwonym tle, a w polu czwartym głowa białego/srebrnego niedźwiedzia na czerwonym tle. Według podań nazwy okolicznych miejscowości (Łopiennik Górny, Łopiennik Nadrzeczny, Łopiennik Dolny i Łopiennik Podleśny) wywodzą się od rosnącego w okolicy łopianu, dawniej porastającego w szczególności dolinę Łopy - stąd w herbie gminy umieszczono dwa liście tejże rośliny. Obecność w herbie jelenia z koroną na karku oraz niedźwiedzia jest tłumaczone dwojako. Pierwsza z wersji wskazuje na to, że dobra łopiennickie przez kilka stuleci stanowiły własność królewską (dawny Łopiennik Lacki - obecnie Łopiennik Górny oraz Łopiennik Nadrzeczny). Niegdyś dobra te słynęły z bujnych lasów i urządzanych w nich polowań na dziką zwierzynę. Inne wyjaśnienie symboliki herbu nawiązuje do położenia wsi - od 1474 Łopiennik znajdował się na granicy województwa lubelskiego (którego symbolem był i jest nadal biały jeleń z koroną na karku, położony na czerwonym polu) oraz ziemi chełmskiej dawnego województwa ruskiego (której symbolem był biały niedźwiedź na czerwonym tle).